# 格洛伊勒巴赫河

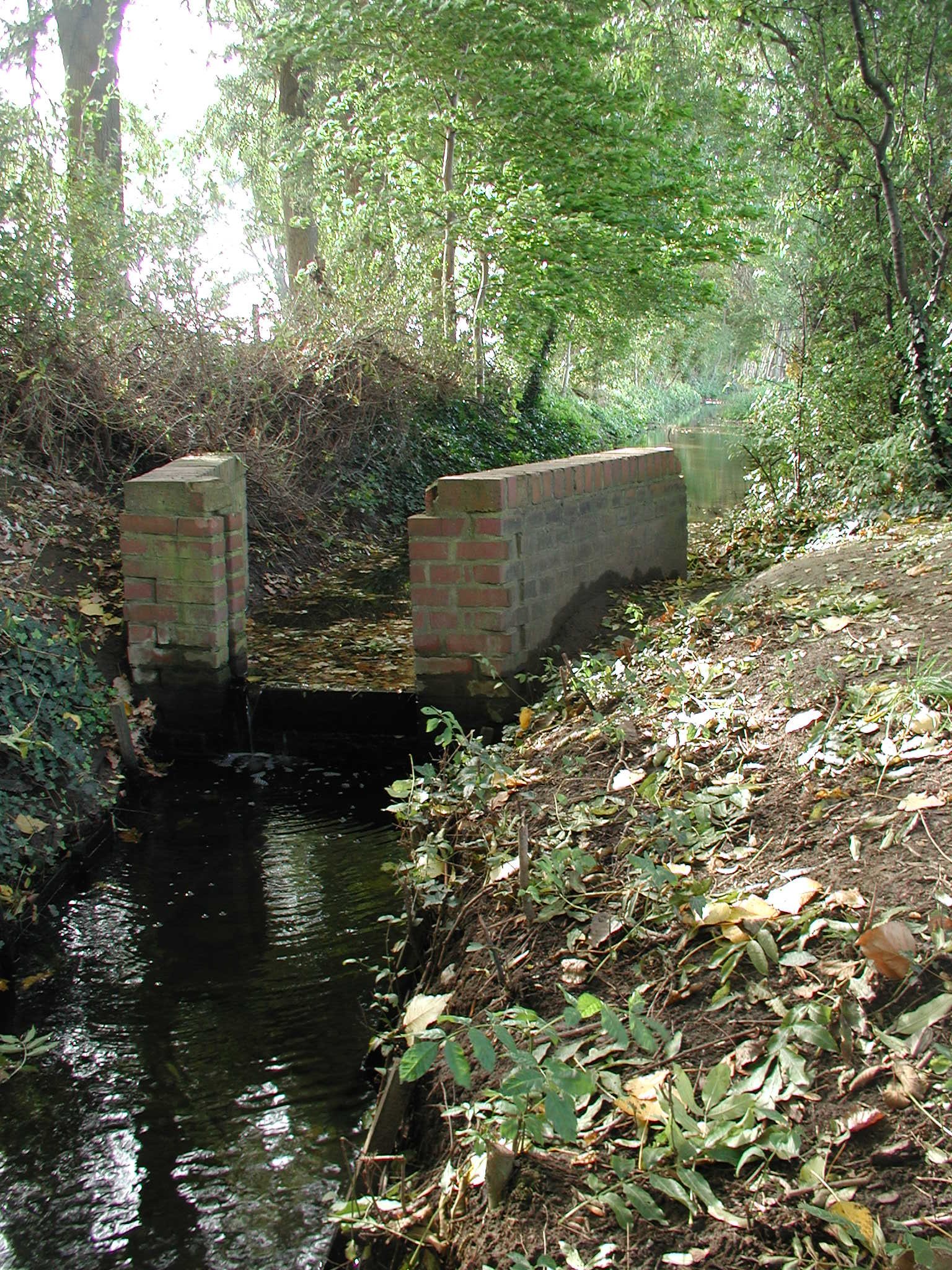
格洛伊勒巴赫河

50°54′28″N 6°51′48″E / 50.9076629°N 6.8632552°E
格洛伊勒巴赫河（德語：Gleueler Bach），是德國的河流，位於該國西部，流經北萊茵-威斯特法倫州，屬於萊茵河的左支流，河道全長3.6公里，流域面積8.9平方公里。